# Cináed mac Mugróin
Cináed mac Mugróin (mort en 829) est un roi d'Uí Failghe, un peuple Laigin du Comté d'Offaly, en Irlande. Il est le fils de Mugrón mac Flainn (mort en 782), un précédent souverain. Il règne de  806 à 826.

## Contexte
On ne connait rien de son règne et les chroniques d'Irlande ne mentionnent que sa mort  Ses descendants formèrent le  Clann Cináeda. Son fils Riacáin est l'ancêtre du sept Uí Riacáin (Hy-Regan). Un de ses fils Niall mac Cináeda (mort en 849) sera aussi ultérieurement roi d'Uí Failghe 